# اویگن دویچ
اویگن دویچ (آلمانی: Eugen Deutsch; ۹ نوامبر ۱۹۰۷ – ۸ فوریهٔ ۱۹۴۵) وزنه‌بردار اهل آلمان بود.